# Europese kampioenschappen beachvolleybal 2023 (mannen)
Het mannentoernooi van de Europese kampioenschappen beachvolleybal 2023 in Wenen vond plaats van 3 tot en met 6 augustus. Het Zweedse duo David Åhman en Jonatan Hellvig prolongeerde in twee sets hun titel tegen Leon Luini en Yorick de Groot uit Nederland. Het brons ging naar de Oekraïners Serhij Popov en Edoeard Reznik die in de troostfinale in twee sets te sterk waren voor het Italiaanse tweetal Samuele Cottafava en Paolo Nicolai.

## Groepsfase
|  | Direct naar laatste 16 |
|  | Naar tussenronde       |

### Groep A
| # | Ploeg              | Punten | Wedstrijden | Wedstrijden | Sets | Sets | Sets  | Spelpunten | Spelpunten | Spelpunten |
| # | Ploeg              | Punten | W           | V           | W    | V    | Ratio | W          | V          | Ratio      |
| - | ------------------ | ------ | ----------- | ----------- | ---- | ---- | ----- | ---------- | ---------- | ---------- |
| 1 | Mol / Sørum        | 4      | 2           | 0           | 4    | 1    | 4,000 | 97         | 75         | 1,293      |
| 2 | Mol / Berntsen     | 3      | 1           | 1           | 3    | 2    | 1,500 | 87         | 84         | 1,036      |
| 3 | Métral / Haussener | 3      | 1           | 1           | 2    | 2    | 1,000 | 71         | 77         | 0,922      |
| 4 | Elazar / Ohana     | 2      | 0           | 2           | 0    | 4    | 0,000 | 65         | 84         | 0,774      |

| Datum      |                | Score |                    | Set 1   | Set 2   | Set 3  |
| ---------- | -------------- | ----- | ------------------ | ------- | ------- | ------ |
| 3 augustus | Mol / Sørum    | 2 – 0 | Elazar / Ohana     | 21 – 18 | 21 – 12 |        |
| 3 augustus | Mol / Berntsen | 2 – 0 | Métral / Haussener | 21 – 16 | 21 – 13 |        |
| 3 augustus | Mol / Sørum    | 2 – 1 | Mol / Berntsen     | 19 – 21 | 21 – 15 | 15 – 9 |
| 3 augustus | Elazar / Ohana | 0 – 2 | Métral / Haussener | 19 – 21 | 16 – 21 |        |

### Groep B
| # | Ploeg               | Punten | Wedstrijden | Wedstrijden | Sets | Sets | Sets  | Spelpunten | Spelpunten | Spelpunten |
| # | Ploeg               | Punten | W           | V           | W    | V    | Ratio | W          | V          | Ratio      |
| - | ------------------- | ------ | ----------- | ----------- | ---- | ---- | ----- | ---------- | ---------- | ---------- |
| 1 | Cottafava / Nicolai | 4      | 2           | 0           | 4    | 1    | 4,000 | 97         | 72         | 1,347      |
| 2 | Trousil / Schweiner | 3      | 1           | 1           | 2    | 2    | 1,000 | 80         | 71         | 1,127      |
| 3 | Huerta / Huerta     | 3      | 1           | 1           | 3    | 2    | 1,500 | 88         | 93         | 0,946      |
| 4 | Lupo / Rossi        | 2      | 0           | 2           | 0    | 4    | 0,000 | 55         | 84         | 0,655      |

| Datum      |                     | Score |                     | Set 1   | Set 2   | Set 3   |
| ---------- | ------------------- | ----- | ------------------- | ------- | ------- | ------- |
| 3 augustus | Trousil / Schweiner | 0 – 2 | Huerta / Huerta     | 19 – 21 | 19 – 21 |         |
| 3 augustus | Cottafava / Nicolai | 2 – 0 | Lupo / Rossi        | 21 – 18 | 21 – 8  |         |
| 3 augustus | Huerta / Huerta     | 1 – 2 | Cottafava / Nicolai | 21 – 19 | 13 – 21 | 12 – 25 |
| 3 augustus | Trousil / Schweiner | 2 – 0 | Lupo / Rossi        | 21 – 18 | 21 – 11 |         |

### Groep C
| # | Ploeg             | Punten | Wedstrijden | Wedstrijden | Sets | Sets | Sets  | Spelpunten | Spelpunten | Spelpunten |
| # | Ploeg             | Punten | W           | V           | W    | V    | Ratio | W          | V          | Ratio      |
| - | ----------------- | ------ | ----------- | ----------- | ---- | ---- | ----- | ---------- | ---------- | ---------- |
| 1 | Åhman / Hellvig   | 4      | 2           | 0           | 4    | 1    | 4,000 | 96         | 80         | 1,200      |
| 2 | Nõlvak / Tiisaar  | 3      | 1           | 1           | 2    | 3    | 0,667 | 90         | 91         | 0,989      |
| 3 | Canet / Rotar     | 3      | 1           | 1           | 2    | 2    | 1,000 | 75         | 81         | 0,926      |
| 4 | Seiser / Dressler | 2      | 0           | 2           | 2    | 4    | 0,500 | 96         | 105        | 0,914      |

| Datum      |                   | Score |                   | Set 1   | Set 2   | Set 3   |
| ---------- | ----------------- | ----- | ----------------- | ------- | ------- | ------- |
| 3 augustus | Åhman / Hellvig   | 2 – 1 | Seiser / Dressler | 18 – 21 | 21 – 14 | 15 – 13 |
| 3 augustus | Canet / Rotar     | 2 – 0 | Nõlvak / Tiisaar  | 22 – 20 | 21 – 19 |         |
| 3 augustus | Åhman / Hellvig   | 2 – 0 | Canet / Rotar     | 21 – 15 | 21 – 17 |         |
| 3 augustus | Seiser / Dressler | 1 – 2 | Nõlvak / Tiisaar  | 14 – 21 | 21 – 15 | 13 – 15 |

### Groep D
| # | Ploeg                    | Punten | Wedstrijden | Wedstrijden | Sets | Sets | Sets  | Spelpunten | Spelpunten | Spelpunten |
| # | Ploeg                    | Punten | W           | V           | W    | V    | Ratio | W          | V          | Ratio      |
| - | ------------------------ | ------ | ----------- | ----------- | ---- | ---- | ----- | ---------- | ---------- | ---------- |
| 1 | Popov / Reznik           | 4      | 2           | 0           | 4    | 1    | 4,000 | 95         | 77         | 1,234      |
| 2 | Aye / Aye                | 3      | 1           | 1           | 3    | 3    | 1,000 | 103        | 100        | 1,030      |
| 3 | Bassereau / Gauthier-Rat | 3      | 1           | 1           | 2    | 3    | 0,667 | 84         | 92         | 0,913      |
| 4 | Waller / Ermacora        | 2      | 0           | 2           | 2    | 4    | 0,500 | 97         | 110        | 0,882      |

| Datum      |                          | Score |                   | Set 1   | Set 2   | Set 3   |
| ---------- | ------------------------ | ----- | ----------------- | ------- | ------- | ------- |
| 3 augustus | Bassereau / Gauthier-Rat | 2 – 1 | Waller / Ermacora | 21 – 18 | 19 – 21 | 15 – 11 |
| 3 augustus | Popov / Reznik           | 2 – 1 | Aye / Aye         | 17 – 21 | 21 – 15 | 15 – 12 |
| 3 augustus | Bassereau / Gauthier-Rat | 0 – 2 | Popov / Reznik    | 15 – 21 | 14 – 21 |         |
| 3 augustus | Waller / Ermacora        | 1 – 2 | Aye / Aye         | 17 – 21 | 21 – 19 | 9 – 15  |

### Groep E
| # | Ploeg                 | Punten | Wedstrijden | Wedstrijden | Sets | Sets | Sets  | Spelpunten | Spelpunten | Spelpunten |
| # | Ploeg                 | Punten | W           | V           | W    | V    | Ratio | W          | V          | Ratio      |
| - | --------------------- | ------ | ----------- | ----------- | ---- | ---- | ----- | ---------- | ---------- | ---------- |
| 1 | Brouwer / Meeuwsen    | 4      | 2           | 0           | 4    | 1    | 4,000 | 97         | 79         | 1,228      |
| 2 | Šépka / Semerád       | 3      | 1           | 1           | 3    | 3    | 1,000 | 106        | 106        | 1,000      |
| 3 | Ranghieri / Carambula | 3      | 1           | 1           | 2    | 3    | 0,667 | 85         | 88         | 0,966      |
| 4 | Benzi / Bonifazi      | 2      | 0           | 2           | 2    | 4    | 0,500 | 97         | 112        | 0,866      |

| Datum      |                       | Score |                    | Set 1   | Set 2   | Set 3   |
| ---------- | --------------------- | ----- | ------------------ | ------- | ------- | ------- |
| 3 augustus | Ranghieri / Carambula | 2 – 1 | Benzi / Bonifazi   | 21 – 14 | 17 – 21 | 15 – 11 |
| 3 augustus | Brouwer / Meeuwsen    | 2 – 1 | Šépka / Semerád    | 21 – 14 | 19 – 21 | 15 – 12 |
| 3 augustus | Ranghieri / Carambula | 0 – 2 | Brouwer / Meeuwsen | 19 – 21 | 13 – 21 |         |
| 3 augustus | Benzi / Bonifazi      | 1 – 2 | Šépka / Semerád    | 16 – 21 | 25 – 23 | 10 – 15 |

### Groep F
| # | Ploeg                 | Punten | Wedstrijden | Wedstrijden | Sets | Sets | Sets  | Spelpunten | Spelpunten | Spelpunten |
| # | Ploeg                 | Punten | W           | V           | W    | V    | Ratio | W          | V          | Ratio      |
| - | --------------------- | ------ | ----------- | ----------- | ---- | ---- | ----- | ---------- | ---------- | ---------- |
| 1 | Ehlers / Wickler      | 4      | 2           | 0           | 4    | 0    | MAX   | 84         | 58         | 1,448      |
| 2 | Stankevičius / Knašas | 3      | 1           | 1           | 3    | 2    | 1,500 | 100        | 94         | 1,064      |
| 3 | Luini / De Groot      | 3      | 1           | 1           | 2    | 3    | 0,667 | 93         | 100        | 0,930      |
| 4 | Hammarberg / Berger   | 2      | 0           | 2           | 0    | 4    | 0,000 | 59         | 84         | 0,702      |

| Datum      |                     | Score |                       | Set 1   | Set 2   | Set 3   |
| ---------- | ------------------- | ----- | --------------------- | ------- | ------- | ------- |
| 3 augustus | Ehlers / Wickler    | 2 – 0 | Hammarberg / Berger   | 21 – 14 | 21 – 11 |         |
| 3 augustus | Luini / De Groot    | 2 – 1 | Stankevičius / Knašas | 21 – 19 | 24 – 26 | 15 – 13 |
| 3 augustus | Ehlers / Wickler    | 2 – 0 | Luini / De Groot      | 21 – 17 | 21 – 16 |         |
| 3 augustus | Hammarberg / Berger | 0 – 2 | Stankevičius / Knašas | 17 – 21 | 17 – 21 |         |

### Groep G
| # | Ploeg                 | Punten | Wedstrijden | Wedstrijden | Sets | Sets | Sets  | Spelpunten | Spelpunten | Spelpunten |
| # | Ploeg                 | Punten | W           | V           | W    | V    | Ratio | W          | V          | Ratio      |
| - | --------------------- | ------ | ----------- | ----------- | ---- | ---- | ----- | ---------- | ---------- | ---------- |
| 1 | Immers / Van de Velde | 4      | 2           | 0           | 4    | 1    | 4,000 | 99         | 91         | 1,088      |
| 2 | Rudol / Łosiak        | 3      | 1           | 1           | 3    | 2    | 1,500 | 105        | 102        | 1,029      |
| 3 | Seidl / Pristauz      | 3      | 1           | 1           | 3    | 3    | 1,000 | 105        | 108        | 0,972      |
| 4 | Kantor / Zdybek       | 2      | 0           | 2           | 0    | 4    | 0,000 | 88         | 96         | 0,917      |

| Datum      |                       | Score |                       | Set 1   | Set 2   | Set 3   |
| ---------- | --------------------- | ----- | --------------------- | ------- | ------- | ------- |
| 3 augustus | Rudol / Łosiak        | 1 – 2 | Seidl / Pristauz      | 22 – 24 | 21 – 14 | 9 – 15  |
| 3 augustus | Immers / Van de Velde | 2 – 0 | Kantor / Zdybek       | 21 – 19 | 22 – 20 |         |
| 3 augustus | Seidl / Pristauz      | 1 – 2 | Immers / Van de Velde | 22 – 20 | 19 – 21 | 11 – 15 |
| 3 augustus | Rudol / Łosiak        | 2 – 0 | Kantor / Zdybek       | 23 – 21 | 30 – 28 |         |

### Groep H
| # | Ploeg               | Punten | Wedstrijden | Wedstrijden | Sets | Sets | Sets  | Spelpunten | Spelpunten | Spelpunten |
| # | Ploeg               | Punten | W           | V           | W    | V    | Ratio | W          | V          | Ratio      |
| - | ------------------- | ------ | ----------- | ----------- | ---- | ---- | ----- | ---------- | ---------- | ---------- |
| 1 | Hörl / Horst        | 4      | 2           | 0           | 4    | 2    | 2,000 | 104        | 99         | 1,051      |
| 2 | Bello / Bello       | 3      | 1           | 1           | 2    | 2    | 1,000 | 82         | 75         | 1,093      |
| 3 | Herrera / Gavira    | 3      | 1           | 1           | 3    | 2    | 1,500 | 94         | 89         | 1,056      |
| 4 | Leitner / Pascariuc | 2      | 0           | 2           | 1    | 4    | 0,250 | 80         | 97         | 0,825      |

| Datum      |                     | Score |                     | Set 1   | Set 2   | Set 3   |
| ---------- | ------------------- | ----- | ------------------- | ------- | ------- | ------- |
| 3 augustus | Hörl / Horst        | 2 – 1 | Leitner / Pascariuc | 21 – 18 | 19 – 21 | 15 – 11 |
| 3 augustus | Herrera / Gavira    | 2 – 0 | Bello/ Bello        | 24 – 22 | 21 – 18 |         |
| 3 augustus | Hörl / Horst        | 2 – 1 | Herrera / Gavira    | 13 – 21 | 21 – 15 | 15 – 13 |
| 3 augustus | Leitner / Pascariuc | 0 – 2 | Bello/ Bello        | 16 – 21 | 14 – 21 |         |

## Knockoutfase

### Tussenronde
| Datum      | Wedstrijd | Team 1                   | Score | Team 2                | Set 1   | Set 2   | Set 3   |
| ---------- | --------- | ------------------------ | ----- | --------------------- | ------- | ------- | ------- |
| 3 augustus | 1         | Aye / Aye                | 0 – 2 | Canet / Rotar         | 17 – 21 | 19 – 21 |         |
| 3 augustus | 2         | Luini / De Groot         | 2 – 0 | Šépka / Semerád       | 21 – 16 | 26 – 24 |         |
| 3 augustus | 3         | Bello / Bello            | 2 – 1 | Seidl / Pristauz      | 24 – 22 | 22 – 24 | 15 – 12 |
| 3 augustus | 4         | Huerta / Huerta          | 0 – 2 | Métral / Haussener    | 17 – 21 | 17 – 21 |         |
| 3 augustus | 5         | Trousil / Schweiner      | 2 – 1 | Berntsen / Mol        | 21 – 19 | 19 – 21 | 15 – 13 |
| 3 augustus | 6         | Herrera / Gavira         | 1 – 2 | Rudol / Łosiak        | 18 – 21 | 21 – 16 | 9 – 15  |
| 3 augustus | 7         | Stankevičius / Knašas    | 0 – 2 | Ranghieri / Carambula | 15 – 21 | 18 – 21 |         |
| 3 augustus | 8         | Bassereau / Gauthier-Rat | 2 – 0 | Nõlvak / Tiisaar      | 21 – 16 | 21 – 15 |         |

### Eindronde
| Achtste finale | Achtste finale           | Achtste finale | Achtste finale | Achtste finale |  |    | Kwartfinale         | Kwartfinale           | Kwartfinale | Kwartfinale | Kwartfinale |  |  | Halve finale | Halve finale        | Halve finale | Halve finale | Halve finale |  |              | Finale         | Finale              | Finale       | Finale       | Finale |
|                |                          |                |                |                |  |    |                     |                       |             |             |             |  |  |              |                     |              |              |              |  |              |                |                     |              |              |        |
| 1              | Mol / Sørum              | 21             | 19             | 15             |  |    |                     |                       |             |             |             |  |  |              |                     |              |              |              |  |              |                |                     |              |              |        |
| 14             | Canet / Rotar            | 19             | 21             | 12             |  |    | 1                   | Mol / Sørum           | 21          | 14          | 11          |  |  |              |                     |              |              |              |  |              |                |                     |              |              |        |
| 8              | Hörl / Horst             | 19             | 13             |                |  | 11 | Luini / De Groot    | 16                    | 21          | 15          |             |  |  |              |                     |              |              |              |  |              |                |                     |              |              |        |
| 11             | Luini / De Groot         | 21             | 21             |                |  |    |                     |                       |             |             |             |  |  | 11           | Luini / De Groot    | 22           | 21           |              |  |              |                |                     |              |              |        |
| 12             | Brouwer / Meeuwsen       | 16             | 18             |                |  |    |                     |                       |             |             |             |  |  | 13           | Popov / Reznik      | 20           | 19           |              |  |              |                |                     |              |              |        |
| 24             | Bello / Bello            | 21             | 21             |                |  |    | 24                  | Bello / Bello         | 9           | 20          |             |  |  |              |                     |              |              |              |  |              |                |                     |              |              |        |
| 13             | Popov / Reznik           | 21             | 19             | 15             |  | 13 | Popov / Reznik      | 21                    | 22          |             |             |  |  |              |                     |              |              |              |  |              |                |                     |              |              |        |
| 17             | Métral / Haussener       | 16             | 21             | 12             |  |    |                     |                       |             |             |             |  |  |              |                     |              |              |              |  |              | 11             | Luini / De Groot    | 16           | 18           |        |
| 3              | Åhman / Hellvig          | 21             | 21             |                |  |    |                     |                       |             |             |             |  |  |              |                     |              |              |              |  |              | 3              | Åhman / Hellvig     | 21           | 21           |        |
| 2              | Trousil / Schweiner      | 16             | 15             |                |  |    | 3                   | Åhman / Hellvig       | 24          | 21          | 16          |  |  |              |                     |              |              |              |  |              |                |                     |              |              |        |
| 6              | Ehlers / Wickler         | 21             | 21             |                |  | 6  | Ehlers / Wickler    | 26                    | 17          | 14          |             |  |  |              |                     |              |              |              |  |              |                |                     |              |              |        |
| 7              | Rudol / Łosiak           | 18             | 17             |                |  |    |                     |                       |             |             |             |  |  | 3            | Åhman / Hellvig     | 12           | 21           | 23           |  |              |                |                     |              |              |        |
| 10             | Immers / Van de Velde    | 21             | 21             |                |  |    |                     |                       |             |             |             |  |  | 15           | Cottafava / Nicolai | 21           | 15           | 21           |  |              |                |                     |              |              |        |
| 5              | Ranghieri / Carambula    | 11             | 18             |                |  |    | 10                  | Immers / Van de Velde | 17          | 21          | 10          |  |  |              |                     |              |              |              |  | Troostfinale | Troostfinale   | Troostfinale        | Troostfinale | Troostfinale |        |
| 15             | Cottafava / Nicolai      | 21             | 21             |                |  | 15 | Cottafava / Nicolai | 21                    | 19          | 15          |             |  |  |              |                     |              |              |              |  | 13           | Popov / Reznik | 22                  | 21           |              |        |
| 4              | Bassereau / Gauthier-Rat | 18             | 18             |                |  |    |                     |                       |             |             |             |  |  |              |                     |              |              |              |  |              | 15             | Nicolai / Cottafava | 20           | 13           |        |